# پژو ۵۰۰۸
پژو ۵۰۰۸ به صورت رسمی در سپتامبر ۲۰۰۹ در نمایشگاه خودروی فرانکفورت توسط شرکت خودروسازی فراری رونمایی شد و در ۵ نوامبر همان سال برای فروش عموم عرضه شد. نسل اول آن، یک خودروی کامپکت ام‌پی‌وی بر روی پلت فرم PSA PF2 بود که بین سال‌های ۲۰۰۹ تا ۲۰۱۷ در شهر سوشی فرانسه تولید شد. نسل دوم این خودرو، بسیار متفاوت از نسل اول بود و یک خودروی اس‌یووی ۷ نفره بر روی پلت فرم PSA EMP2 بود که تولید آن از سال ۲۰۱۷ در رنو فرانسه آغاز شد.

## نسل اول (۲۰۰۹–۲۰۱۸)
پژو ۵۰۰۸ نسل اول، اولین خودروی ام‌پی‌وی شرکت پژو محسوب می‌شود که از آن در سپتامبر ۲۰۰۹ در نمایشگاه خودروی فرانکفورت رونمایی شد و در ۵ نوامبر همان سال برای فروش عموم عرضه شد. این خودرو دارای پلت فرم مشترک با پژو ۳۰۰۸ نسل اول و سیتروئن سی۴ پیکاسو بود و خطوط اصلی طراحی آن از پژو ۳۰۰۸ الهام گرفته شده بود.
فضای داخلی بسیار مجلل طراحی شده بود و هدرست‌ها جلو مجهز به دستگاه‌های پخش DVD بودند. داشبورد بسیار شبیه به داشبورد پژو ۳۰۰۸ بود اما دستگیره میانی حذف شده بود. موقعیت قرارگیری غربیلک فرمان دقیقاً مشابه پژو ۳۰۸ بود و درهای عقب نیز از نوع درهای کشویی نبودند.
بخش زیادی از قطعات این خودرو، مانند اتفاقی که برای پژو ۳۰۸ نسل اول و سیتروئن سی۴ نسل اول روی داد، جهت کاهش هزینه‌ها با سیتروئن سی۴ پیکاسو نسل اول مشترک بودند. در واقع پژو ۵۰۰۸ نسل اول، یک پژو ۳۰۰۸ توسعه یافته بود. طول این خودرو نسبت به پژو ۳۰۰۸ افزایش یافته بود تا بتوان در آن سه ردیف صندلی قرار داد.
پژو ۵۰۰۸ نسل اول بین سال‌های ۲۰۰۹ تا ۲۰۱۷ تولید شد و در این بین، در سال ۲۰۱۳ یک فیس لیفت بر روی آن اجرا شد و پژو ۵۰۰۸ نسل اول، فاز دوم متولد شد. این خودرو دارای عنوان Origine France Garantie نیز بود. پژو ۵۰۰۸ در سال ۲۰۱۰ جایزه برترین ام‌پی‌وی سال مجله وات کار را کسب کرد.

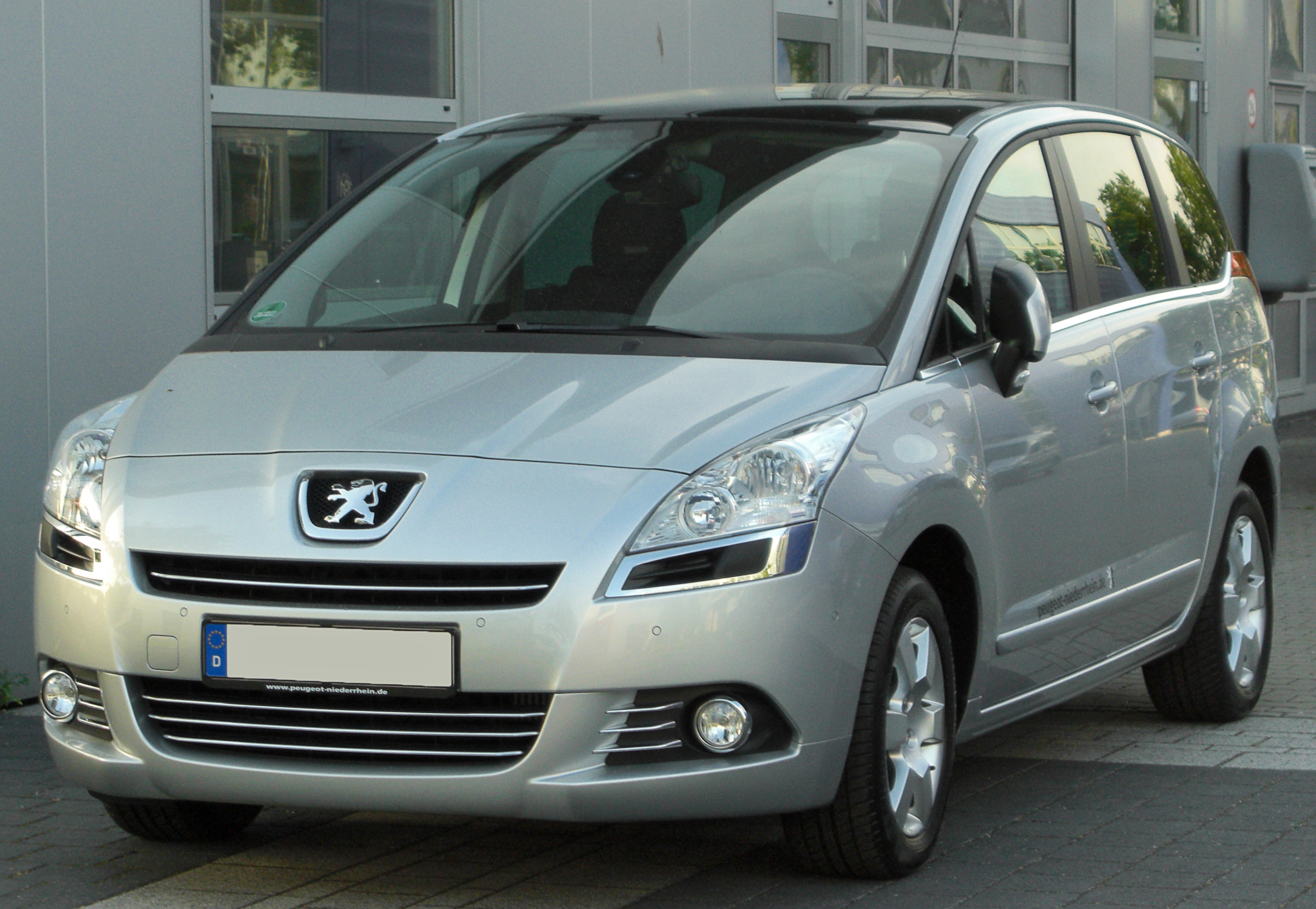
پژو ۵۰۰۸ نسل اول
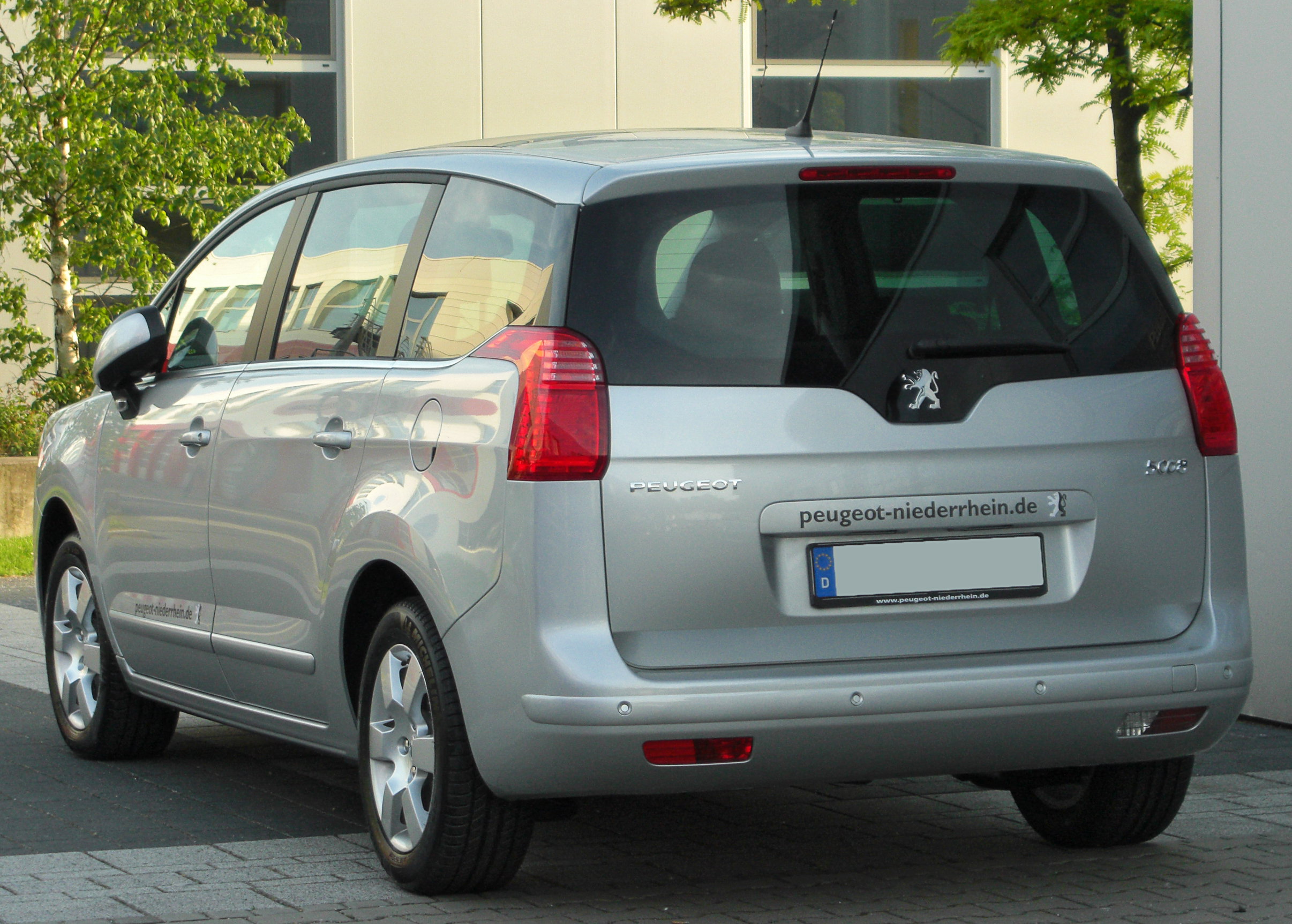
پژو ۵۰۰۸ نسل اول

### ایمنی
پژو ۵۰۰۸ نسل اول در سال ۲۰۰۹ توسط مؤسسه یورو ان‌سی‌ای‌پی مورد تست تصادف قرار گرفت و توانست ۵ ستاره از ۵ ستاره ایمنی در تصادفات را کسب کند که شامل ۸۹٪ ایمنی برای سرنشینان، ۷۹٪ ایمنی کودکان، ۳۷٪ عابرین پیاده و ۹۷٪ در بخش ایمنی خودرو قبل از تصادف می‌شود.
| نتایج تست پژو ۵۰۰۸ نسل اول                  |     |
| امتیاز مجموع کسب شده از مؤسسه یورو ان‌سی‌ای‌پی |     |
| حفاظت از سرنشینان                           | ۸۹٪ |
| ایمنی کودک                                  | ۷۹٪ |
| حفاظت از عابر پیاده                         | ۳۷٪ |
| ایمنی فعال                                  | ۹۷٪ |

### تعداد فروش
| سال        | ۲۰۰۹   | ۲۰۱۰   | ۲۰۱۱   | ۲۰۱۲   | ۲۰۱۳   | ۲۰۱۴   | ۲۰۱۵   | ۲۰۱۶   |
| تعداد فروش | ۱۴٫۰۰۰ | ۷۳٫۴۰۰ | ۷۲٫۳۱۴ | ۵۲٫۴۷۴ | ۴۴٫۴۱۱ | ۳۵٫۸۱۱ | ۳۳٫۵۶۵ | ۲۸٫۲۱۲ |

### موتورها
| موتورهای بنزینی    | موتورهای بنزینی | موتورهای بنزینی | موتورهای بنزینی                                         | موتورهای بنزینی                        | موتورهای بنزینی | موتورهای بنزینی                        | موتورهای بنزینی      | موتورهای بنزینی  | موتورهای بنزینی |
| نوع                | موتور           | حجم             | قدرت                                                    | گشتاور                                 | شتاب صفر تا صد  | سرعت نهایی                             | گیربکس               | CO2 تولیدی موتور |                 |
| ------------------ | --------------- | --------------- | ------------------------------------------------------- | -------------------------------------- | --------------- | -------------------------------------- | -------------------- | ---------------- | --------------- |
| 1.2 Puretech 2014– | I3              | 1200 cc         | ۱۲۰ اسب بخار متری (۸۸ کیلووات؛ ۱۱۸ اسب بخار) @6000 rpm  | ۱۶۰ نیوتن متر (۱۱۸ پوند-فوت) @4250 rpm | 11.8            | ۱۱۵ مایل بر ساعت (۱۸۵ کیلومتر بر ساعت) | پنج سرعته دستی       | 169              |                 |
| 1.6 VTi 2009–      | I4              | 1598 cc         | ۱۲۰ اسب بخار متری (۸۸ کیلووات؛ ۱۱۸ اسب بخار) @6000 rpm  | ۱۶۰ نیوتن متر (۱۱۸ پوند-فوت) @4250 rpm | 11.8            | ۱۱۵ مایل بر ساعت (۱۸۵ کیلومتر بر ساعت) | پنج سرعته دستی       | 169              |                 |
| 1.6 THP156 2009–   | I4              | 1598 cc         | ۱۵۶ اسب بخار متری (۱۱۵ کیلووات؛ ۱۵۴ اسب بخار) @5800 rpm | ۲۴۰ نیوتن متر (۱۷۷ پوند-فوت) @1400 rpm | 9.7             | ۱۲۱ مایل بر ساعت (۱۹۵ کیلومتر بر ساعت) | شش سرعته دستی        | 167              |                 |
| موتورهای دیزلی     |                 |                 |                                                         |                                        |                 |                                        |                      |                  |                 |
| نوع                | موتور           | حجم             | قدرت                                                    | گشتاور                                 | شتاب صفر تا صد  | سرعت نهایی                             | گیربکس               | CO2 تولیدی موتور |                 |
| HDi 110 2009–      | I4              | 1560 cc         | ۱۱۰ اسب بخار متری (۸۱ کیلووات؛ ۱۰۸ اسب بخار) @4000 rpm  | ۲۴۰ نیوتن متر (۱۷۷ پوند-فوت) @1750 rpm | 12.9            | ۱۱۴ مایل بر ساعت (۱۸۳ کیلومتر بر ساعت) | شش سرعته نیمه خودکار | 140              |                 |
| HDi 110 2009–      | I4              | 1560 cc         | ۱۱۰ اسب بخار متری (۸۱ کیلووات؛ ۱۰۸ اسب بخار) @4000 rpm  | ۲۴۰ نیوتن متر (۱۷۷ پوند-فوت) @1750 rpm | 12.9            | ۱۱۴ مایل بر ساعت (۱۸۳ کیلومتر بر ساعت) | شش سرعته دستی        | 140              |                 |
| HDi 150 2009–      | I4              | 1997 cc         | ۱۵۰ اسب بخار متری (۱۱۰ کیلووات؛ ۱۴۸ اسب بخار) @3750 rpm | ۳۴۰ نیوتن متر (۲۵۱ پوند-فوت) @2000 rpm | 10.0            | ۱۲۱ مایل بر ساعت (۱۹۵ کیلومتر بر ساعت) | شش سرعته دستی        | 151              |                 |
| HDi 163 2009–      | I4              | 1997 cc         | ۱۶۳ اسب بخار متری (۱۲۰ کیلووات؛ ۱۶۱ اسب بخار) @3750 rpm | ۳۴۰ نیوتن متر (۲۵۱ پوند-فوت) @2000 rpm | 10.5            | ۱۱۸ مایل بر ساعت (۱۹۰ کیلومتر بر ساعت) | شش سرعته اتوماتیک    | 178              |                 |

## نگارخانه

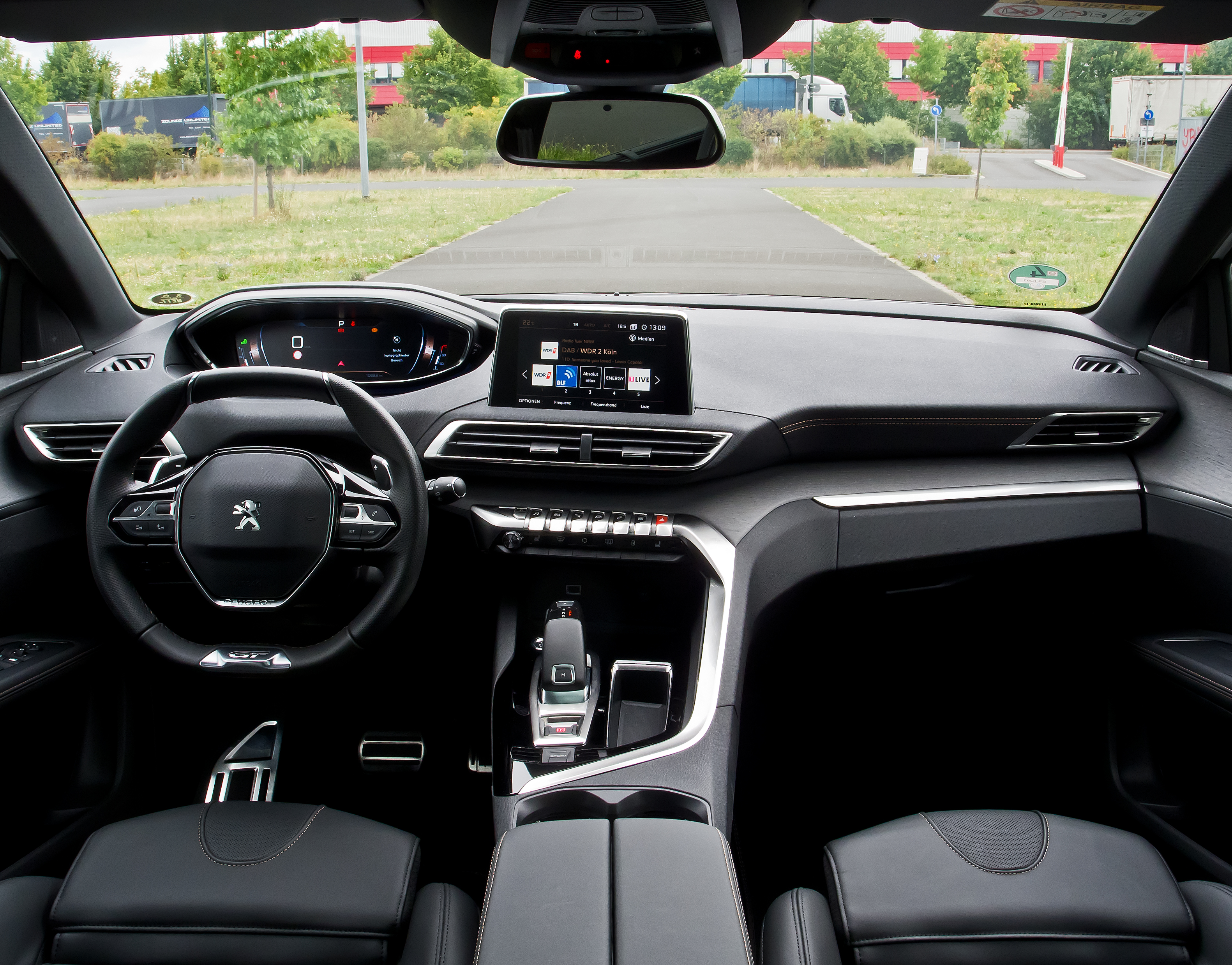
نمای درون خودرو
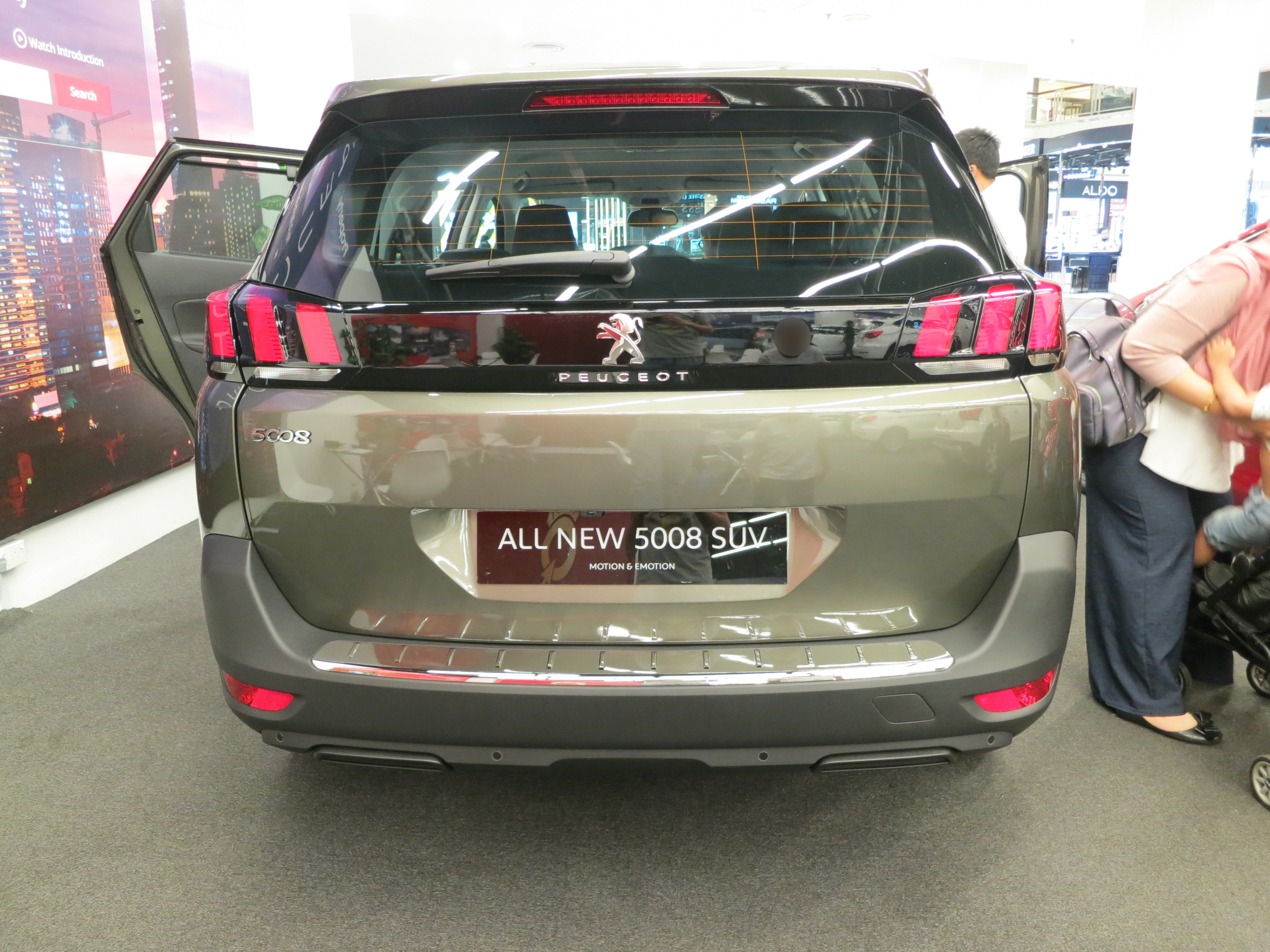
نمای پشت
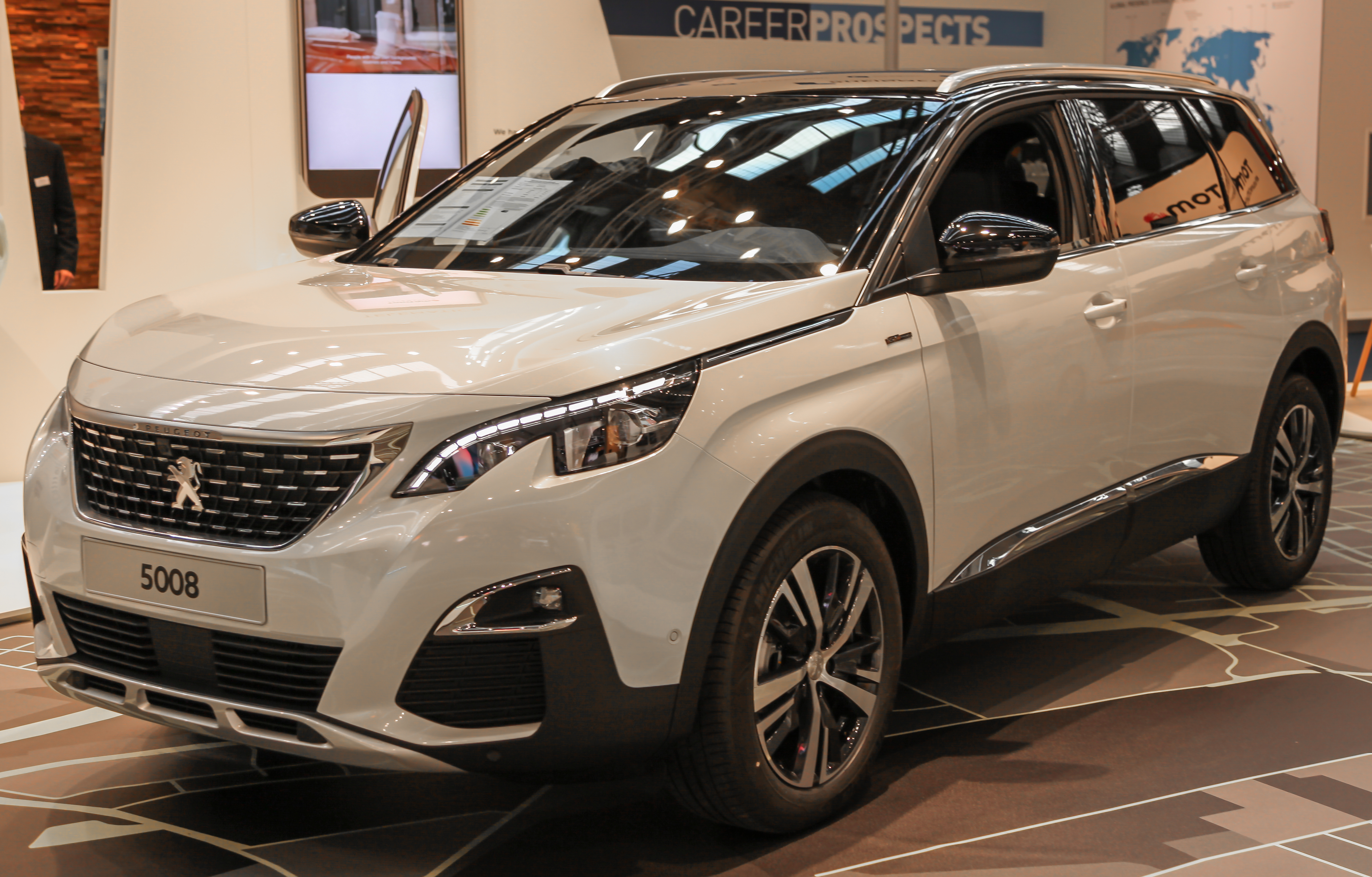